# Sunderland AFC
A Sunderland Association Football Club egy profi futballcsapat Sunderland városában, Tyne and Wearben Anglia északkeleti részén. Jelenleg a Premier League-ben szerepelnek és az ország egyik legsikeresebb csapatának számítanak hat bajnoki címükkel és két FA-kupájukkal. 1997-ben költöztek be a Stadium of Lightba, előtte 99 évig a Roker Park volt az otthonuk. 2007 októberében a Sunderland szurkolóit választották a Premier League leghangosabbjainak.
A második világháború előtt hatszor nyertek bajnoki címet (1892, 1893, 1895, 1902, 1913, 1936). Az övék volt az utolsó csapat, mely csíkos mezben lett első a bajnokságban. 1890-ben csatlakoztak az Angol Labdarúgó Ligához, ezzel ők lettek az első újonnan belépők az 1888-as megalakulás óta. 1958-ig folyamatosan az élvonalban szerepeltek. Első FA Kupájukat 1937-ben nyerték, amikor is 3-1 arányban legyőzték a Preston North Endet.
A háború utáni egyetlen komolyabb sikerük az 1973-as FA Kupa-győzelem. A fináléban a Leeds Unitedet verték 1-0-ra Ian Porterfield góljával, de a győzelemhez Jimmy Montgomery kapus remek védései is hozzájárultak.
A Fekete Macskák legnagyobb riválisa a Newcastle United. A két csapat közötti találkozókat "Tyne-Wear derby"-nek hívják. Első összecsapásukra 1898-ban került sor.
A 2016–2017-es szezonban kiestek Premier League-ből, a 2017-2018-as szezonban pedig búcsúztak a másodosztálytól is, így a 2018-2019-es idényt már a harmadosztályban kezdték. 2025–2026-ra jutottak fel ismét az élvonalba.

## Története
Egy glasgowi születésű, de Sunderlandben élő tanár, James Allan 1879. október 17-én megalapította saját csapatát "Sunderland and District Teachers Association Football Club" néven, mint neve is mutatja kezdetben csak tanárok lehettek a klub játékosai. 1880. október 16-án a gárda új neve "Sunderland Teachers Association Football Club" lett, bár még mindig benne volt a "Teacher" (magyarul: tanár) szó, a csapat közleménye alapján bárki jelentkezhetett játékosnak. Később, mikor a klubot cégként jegyezték be, a név Sunderland AFC-re változott. Rendkívül rossz viszonyt ápoltak a város másik csapatával a Sunderland Albion FC-vel, de ez a gárda a 19. század végén tönkrement.
Furcsa módon az Albiont is éppen James Allan alapította, mivel nem volt megelégedve azzal, ahogy korábbi csapata fejlődik.
A Fekete Macskák az 1890/91-es idényben csatlakoztak a Labdarúgó Ligához, a Stoke Cityt váltva. Ők voltak az elsők, akik később léptek be a ligába. A 19. század végén William McGregor, a liga létrehozója a "Minden tehetség csapata" becenevet ragasztotta rájuk, miután 6-1-re verték az Aston Villát. 1892 és 1902 között háromszor nyerték meg a bajnokságot és háromszor lettek másodikok.
1913-ban kerültek legközelebb a duplázáshoz, amikor szintén megnyerték a bajnoki címet és az FA Kupa döntőjébe is bejutottak, de ott vereséget szenvedtek az Aston Villától.
A klub hatodik, és máig utolsó, bajnoki trófeáját az 1935/36-os szezonban hódította el. A következő évben ismét bejutottak a kupadöntőbe. Ezúttal sikerült nyerniük, 3-1-es vereséget mértek a Preston North Endre a Wembley Stadionban.
A második világháború után a SAFC formája romlani kezdet annak ellenére, hogy többször is megdöntötték az átigazolási rekordot. 1957-ben pénzügyi botrány robban ki a csapat körül, melynek eredményeként 5000 fontos büntetést kaptak, az elnököt és még három vezetőt pedig eltiltották. 1958-ban kiestek az élvonalból, ez először fordult elő velük, mióta 68 éves beléptek a ligába.
1973-ban megnyerték máig utolsó komoly trófeájukat, miután az FA Kupa fináléjában 1-0-ra verték a Leeds Unitedet. Másodosztályúként nyerték meg a kupát, köszönhetően Jimmy Montgomery két nagyszerű védésének, amikkel megakadályozta, hogy Peter Lorimer betaláljon. Sokan úgy vélik, ezek voltak a Wembley történetének legnagyobb hárításai. A Fekete Macskák győztes gólját Ian Porterfield szerezte egy nagyszerű kapáslövésből a 30. percben. 1973 óta csak a Southampton és a West Ham United volt rá képes, hogy megnyerje az FA Kupát úgy, hogy nem az élvonalban szerepelt.
1985-ben a Sunderland gyarapíthatta volna trófeáinak a számát, mivel bejutott a Ligakupa döntőjébe, de ott 1-0-s vereséget szenvedett a Norwich Citytől. 1987-ben történetük során először kiestek a harmadosztályba.
Új elnökükkel, Bob Murray-jel és új menedzserükkel, Denis Smith-szel azonnal visszajutottak a Second Divisionba, majd 1990-ben az élvonalig jutottak. A rájátszás döntőjében kikaptak a Swindon Towntól, de a győztesek mégsem juthattak fel pénzügyi gondjaik miatt. A Sunderlandnek nem sikerült bent maradnia, az évad utolsó napján vált biztossá kiesésük.
1992-ben másodosztályúként eljutottak az FA Kupa döntőjébe, ahol az erőviszonyoknak megfelelően 2-0-s vereséget szenvedtek a Liverpooltól.
Az 1990-es évek eleje meglehetősen zűrzavaros időszak volt a csapat történetében. 1995-ben komoly esély mutatkozott rá, hogy visszaesnek a harmadosztályba, de az új menedzser, Peter Reid megmentette a gárdát. Reid hét évig maradt a Fekete Macskáknál, kevesen ültek ennél hosszabb ideig a kispadjukon.
1997-ben kiköltöztek 99 évig használt stadionjukból, a Roker Parkból és átvették a 42 000 férőhelyes Stadium of Lightot. Akkor ez volt a második világháború után épített legnagyobb, futballra alkalmas létesítmény. A költözködés kifizetődő volt, hiszen az átlag nézőszám drámaian emelkedett. A befogadóképességet később 49 000-re emelték.
A Sunderland 1999-ben bajnokként (105 pontot gyűjtve) feljutott a Premier League-be. Kétszer egymás után hetedikek lettek, majd két sikertelenebb szezon következett és 2003-ban kiestek. Mindössze 19 pontot sikerült szerezniük, ez negatív rekord volt.
Ezt követően a korábbi ír szövetségi kapitány, Mick McCarthy vette át az irányítást a Stadium of Lightban. 2005-ben tíz éven belül harmadszor is megnyerték a másodosztályt, így ismét feljutottak a legmagasabb osztályba. A 2005/06-as évad viszont katasztrofálisan sikerült a számukra, megdöntötték korábbi negatív rekordjukat és mindössze 15 ponttal estek ki. Ez már nem érvényes csúcs, hiszen a 2007/08-as idényben a Derby County 11 pontot gyűjtött.
A kiesés után egy korábbi játékos, Niall Quinn lett a menedzser, de nem maradt sokáig hivatalban. 2006 júliusában ugyanis egy ír üzletemberekből álló csoport felvásárolta a klubot és a Manchester United-legendát, Roy Keane-t ültették le a kispadra. Quinn vezetése alatt első négy bajnoki meccsét sorozatban elvesztette a SAFC. Keane azonban új életet lehelt a csapatba és 2007 januárjában kezdetét vette egy 17 meccses veretlenségi sorozat. 2007. április 29-én a Derby County vereséget szenvedett a Crystal Palace-tól, ekkor vált biztossá, hogy a Sunderland és a Birmingham City automatikusan feljut. Keane kutyasétáltatás közben, SMS-ben értesült a jó hírről. Május 6-án 5-0-ra verték a Luton Townt, így nemcsak feljutottak, de bajnokok is lettek a Championshipben.
A 2007/08-as szezonban a gárda sokkal jobban szerepelt a Premier League-ben, mint néhány évvel korábban. Jellemző lett rájuk, hogy soha nem adják fel, többször is az utolsó percekben szereztek fontos gólokat. A 2007-es naptári év végén a 18. helyen álltak, ami kiesést jelentett volna, de Keane több jó játékost is igazolt januárban, így végül 13. lett a csapat. Bent maradásukat 2008. április 26-án biztosították be a Middlesbrough 3-2-es legyőzésével.
A 2016–2017-es szezonban kiestek Premier Leagueből, a 2017-2018-as szezonban pedig búcsúztak a másodosztálytól is, így a 2018-2019-es idényt már a harmadosztályban kezdték. A 2024–2025-ös másodosztályt rájátszásának megnyerése után a 2025–2026-os első osztály szezonban versenyeznek majd.

## Klubszínek
A Sunderland meze a kezdetekben teljesen kék volt, majd félig piros, félig fehér összeállításra váltottak. A ma is használt piros-fehér csíkos mezek 1887-ben, a Notts Mellor ellen kerültek használatba. Úgy tudni, ezeket egy másik északkeleti csapat, a South Bank FC adta ajándékba a Fekete Macskáknak. Ez a csapat segített rajtuk, amikor pénzügyi gondjaik voltak. Az adomány piros-fehér csíkos mezeket és fekete sortokat tartalmazott. Azóta minden évben ilyen mezeket hordanak a Sunderland játékosai. A 2007/08-as szezonban az idegenbeli mezük teljesen fehér volt. Ez gyakori a vendégszerelések között, már 1898-ban is ilyet viseltek, a Roker Park nyitómeccsén. Volt egy harmadik számú mezük is, ami kék volt.

## Statisztikák
117 év alatt - melyből 76-ot az élvonalban töltött a csapat - több, mint 4700 bajnoki meccset játszottak, melyek 41%-át megnyerték, 24%-át döntetlenre adták, 35%-át pedig elvesztették. Az összes bajnokijukat egybevéve körülbelül 600-zal több gólt szereztek, mint amennyit kaptak.
A Sunderland utoljára 1936-ban nyerte meg a bajnokságot, azóta egy harmadik hely volt a legjobb bajnoki helyezésük, melyet 1950-ben értek el. Azóta kétszer egymás után sikerült hetedik helyen végezniük. Az 1958-as első kiesésük óta egyszer sem maradtak tovább egy osztályban hat évnél.

## Sikerlista
6-szoros angol bajnok: 1891–1892, 1892–1893, 1894–1895, 1901–1902, 1912–1913, 1935–1936
5-szörös másodosztályú angol bajnok: 2004–2005, 2006–2007 ('New' First Division Second Flight), 1975–1976, 1995–1996, 1998–1999 ('Old' Second Division Second Flight),
1-szeres harmadosztályú angol bajnok: 1987–1988 ('Old' Third Division Third Flight)
2-szeres FA kupa győztes: 1936–1937, 1972–1973
2-szeres FA Youth Kupa győztes: 1967, 1969
1-szeres Charity Shield győztes: 1936
1-szeres Sheriff of London Charity Shield győztes: 1901–1902

## Jelenlegi keret
Legutóbb frissítve: 2025. február 4-én
| #  |     | Poszt | Név                        |
| -- | --- | ----- | -------------------------- |
| 1  | ENG | K     | Anthony Patterson          |
| 2  | WAL | V     | Niall Huggins              |
| 3  | ENG | V     | Dennis Cirkin              |
| 4  | ENG | KP    | Dan Neil (csapatkapitány)  |
| 5  | NIR | V     | Daniel Ballard             |
| 7  | ENG | CS    | Jobe Bellingham            |
| 8  | IRL | KP    | Alan Browne                |
| 10 | ENG | CS    | Patrick Roberts            |
| 11 | USA | KP    | Chris Rigg                 |
| 12 | ESP | CS    | Eliezer Mayenda            |
| 13 | ENG | KP    | Luke O'Nien (klubkapitány) |
| 14 | ENG | CS    | Romaine Mundle             |
| 16 | CMR | K     | Blondy Nna Noukeu          |
| 18 | FRA | CS    | Wilson Isidor              |

| #  |     | Poszt | Név                                          |
| -- | --- | ----- | -------------------------------------------- |
| 20 | GHA | KP    | Salis Abdul Samed (kölcsönben az RC Lenstől) |
| 21 | ENG | K     | Simon Moore                                  |
| 22 | FRA | KP    | Adil Aouchiche                               |
| 23 | NED | V     | Jenson Seelt                                 |
| 26 | WAL | V     | Chris Mepham (Bournemouthtől)                |
| 28 | FRA | KP    | Enzo Le Fée (kölcsönben az AS Romatól)       |
| 29 | NGA | CS    | Ahmed Abdullahi                              |
| 30 | SRB | V     | Milan Aleksić                                |
| 32 | NIR | V     | Trai Hume                                    |
| 33 | NOR | V     | Leo Hjelde                                   |
| 36 | COL | KP    | Ian Poveda                                   |
| 40 | ENG | CS    | Tom Watson                                   |
| 42 | ENG | V     | Aji Alese (l)                                |
| 45 | ENG | CS    | Jayden Danns (kölcsönben a Liverpool-nál)    |

### Kölcsönben
| #  |     | Poszt | Név                                                |
| -- | --- | ----- | -------------------------------------------------- |
| 6  | FRA | V     | Timothée Pembélé (kölcsönben a Le Havrenál)        |
| 9  | POR | CS    | Luis Semedo (kölcsönben a Juventus Next Gennél)    |
| 15 | UKR | CS    | Nazarij Rusyjn (kölcsönben a HNK Hajduk Splitnél)  |
| 17 | FRA | KP    | Abdoullah Ba (kölcsönben az USL Dunkerquenél)      |
| 22 | GHA | KP    | Salis Abdul Saled (kölcsönben a Portsmouth-nál)    |
| 25 | AUS | V     | Nektáriosz Triántisz (kölcsönben a Hibernian-nál)  |
| 27 | ENG | KP    | Jay Matete (kölcsönben a Bolton Wanderers-nél)     |
| 30 | ENG | K     | Nathan Bishop (kölcsönben a Wycombe Wanderers-nél) |
| 39 | FRA | KP    | Pierre Ekwah (kölcsönben a Saint-Eltiennenél)      |
| 41 | ENG | V     | Zak Johnson (kölcsönben a Notts County-nél)        |